# Bord-Saint-Georges
 Bord-Saint-Georges  es una localidad y comuna de Francia, en la región de Lemosín, departamento de Creuse, en el distrito de Guéret y cantón de Boussac.
Su población en el censo de 1999 era de 336 habitantes.
Está integrada en la Communauté de communes du Pays de Boussac.

## Demografía
| 516 | 568 | 528 | 435 | 343 | 336 |
| Para los censos de 1962 a 1999 la población legal corresponde a la población sin duplicidades (Fuente: INSEE [Consultar]) |     |     |     |     |     |